# Henryk Siedlaczek
Henryk Piotr Siedlaczek (Wodzisław Śląski; 30 de Janeiro de 1956 — ) é um político da Polónia. Ele foi eleito para a Sejm em 25 de Setembro de 2005 com 7476 votos em 30 no distrito de Rybnik, candidato pelas listas do partido Platforma Obywatelska.